# 木色水库
木色水库是中国海南省屯昌县境内的一座水库，位于青梯河上，建于1969年。水库正常库容为1905万立方米，平均水深为9.60米，集雨面积为13平方千米，海拔为153.6米。